# 青少年权利
青少年权利是青年達到一定的岁数（如15-24岁），有著足夠的成熟程度，能夠判斷是非，而享有的權利。
根据联合国《世界人权宣言》以及《儿童权利公约》的规定，青少年应拥有以下权利：享受特别照料、保护与协助的权利；生命权；获得姓名、国籍、身份的权利；在许可下选择并接受父母的权利；在不干扰国家安全，公共秩序，公共卫生，不侵犯道德，他人的自由与权利，不违反《公约》时离开或进入本国的权利；诉讼权；言论自由；思想、信仰、宗教自由权；结社自由；集会自由；隐私权；新闻自由；受教育权；犯罪时的人身自由；接受平等对待的权利。